# 이만림
이만림(李萬林, 1633년 ∼ 1712년 9월 27일)은 조선 후기의 무신, 군인이다. 자(字)는 무경(茂卿), 본관은 전주(全州)이다. 1673년의 식년무과에 아원(亞元, 갑과 2등)으로 급제하였으며, 무관으로서 주로 지방관으로 활동하였다.
충의위(忠義衛)에 입대하여 근무하다 만료 후 다시 대충의위(代忠義衛)로 근무했다. 1670년(현종 11) 충훈부(忠勳府)의 추천으로 충훈부서사관(忠勳府書寫官)이 되었다. 이후 부사과, 충훈부가낭청 등을 거쳐 1673년(현종 14년) 무과 식년시(武科 式年試)에 갑과(甲科) 2등 아원(亞元)으로 급제, 장원 다음 아원으로 급제했다 하여 절충장군에 임명되고 부호군이 되었다. 그뒤 인선왕후 상 때 산릉영여를 호위하였다.
1677년(숙종 3) 사천현감에 임명되자 승정원의 반대로 며칠만에 체직되었으며, 장연현감이 되어 1680년(숙종 6년) 호적점련(粘連)에 대한 일처리 잘못으로 황해도관찰사의 논계로 파면 후, 의금부에 투옥되었다. 도형 1년 반 형을 선고받고 장연군으로 보내졌다가 7개월만에 숙종의 특명으로 방송되어 풀려났다. 이후 상원현감, 운산군수, 횡성현감, 홍원현감, 은산현감, 보성군수, 사천현감, 운산부사, 선천부사, 정평도호부사 등을 역임하고 동지중추부사에 이르렀다. 특히 상원,은산,보성에서 선정을 쌓았다. 1684년(숙종 10) 보성군수로 부임했을 때, 지역 토호들의 세력이 강고했지만, 그가 부임 후 공평하고 엄정한 치정(治政)으로 불과 1년여 만에 극성을 부리던 토호들을 억제하였다. 그러나 이 일로 분수에 넘치는 행동을 했다는 비방을 듣기도 했다.
1709년(숙종 35년) 8월 부호군이 되었다가, 1710년(숙종 36년) 3월 동지중추부사(同知中樞府事), 1712년(숙종 38년) 호위별장(扈衛別將)이 되었다.

## 생애

### 생애 초반
1633년(인조 11년)에 태어났다. 고조부는 풍덕군수 이광윤이고, 증조부는 포천, 김화, 정읍, 회덕현감, 경산현령, 풍덕, 온양군수 등을 지내고 사후 증 자헌대부 병조판서와 의정부좌찬성에 거듭 추증된 이간(李幹)이고, 할아버지는 수군절도사 증 병조판서 완원군 이경유(李慶裕)이며, 아버지는 분충찬모정사공신 3등(奮忠贊謨靖社功臣三等) 가선대부 완계군(完溪君) 증 한성부판윤 이기축(李起築)이고, 어머니는 그의 정실부인 단양우씨(丹陽禹氏)로, 절충장군 증 판결사 우종남(禹終男)의 딸이다. 효령대군의 8대손으로 의성군 이채(義城君李寀)의 7대손이다.
친형으로 가선대부 완림군(完林君) 이만실(李萬實)과 이만식(李萬植), 이만수 등이 있었고, 서출 형들로서 아버지 이기축의 서자들 중 이만영과 이만정은 그보다 나이가 연상이었다.
그는 어린 시절부터 영민하고 총명하여, 경서와 사서를 널리 익히고 문사로 명성이 높았다. 충의위(忠義衛)에 입대하여 근무하다가 만료 후 다시 대충의위(代忠義衛)로 근무하던 중, 1670년(현종 11) 11월 29일 충훈부(忠勳府)의 추천으로 파면된 김수장(金壽長) 대신 충훈부서사관(忠勳府書寫官)이 되었다. 그 뒤 충춘부가낭청(忠勳府假郞廳)을 지냈고, 음서로 관직에 올라 부사과(副司果)를 역임했다.

### 무과 아원 급제 이후
부사과로 재직 중 1673년(현종 14년) 무과 식년시(武科 式年試)에 갑과(甲科) 2등 아원(亞元)으로 급제, 승정원일기에 충훈부에서 충훈부 가낭청 임명문제를 놓고, 그가 충춘부가낭청(忠勳府假郞廳)인데 이제 출신(出身)이 되었으니(旣已出身), 그를 대신하여 충의위 김수장을 대신 가낭청으로 차임할 것을 묻는 기사가 나타난다.
1673년 4월 16일 무과에 갑과 중 제2등으로 급제했다 하여 이조의 인사 때, 특별히 절충장군(折衝)에 임명되고, 4월 18일 부호군에 임명되었다. 1674년(현종 15) 3월 19일 인선왕후의 사망 시, 산릉도감(山陵都監)에 참여하여 산릉도감 영여위장(靈輿衛將)으로 이돈오(李敦五)와 함께 영여를 지켰다. 그 공로로 그해 6월 29일 비망기에 상으로 상현궁(上弦弓) 1장(一張)이 내려졌다. 그뒤 그해 9월 숙종이 1672년 가을, 겨울에 직첩환수자들, 73년에 근무성적이 낮아 포폄되어 해임된 자들, 그 해 봄과 여름에 근무성적 최하점 면직자들에게 직첩을 환급할 때 사용(司勇)직을 돌려받았다. 그해 9월 24일 호군에 임명되었다.
1674년(숙종 즉위) 10월 14일 봉상시봉사가 되고, 1677년(숙종 3) 9월 6일 사천현감(泗川縣監)에 임명되어 9월 8일 사은숙배 후 부임하였다. 그러나 9월 10일 승정원에서 그는 '이미 전에 자궁(資窮)이 되었는데 현감에 임명되었으며, 본시 천얼로서 이렇다할 이력도 없는 인물이며, 제목(除目)에 오른 관료들은 1등급 아래 계급 이하이니 사람들이 모두 놀랐다. 이런 사람은 갈아야 되며 자목지임(字牧之任)에는 불가하다(泗川縣監李萬林以科前資窮, 驟陞堂上, 而本以賤孽, 且無履歷, 除目一下, 物情皆駭. 如此之人, 不可畀以字牧之任)'며 그를 현감에서 체차할 것을 청하여 숙종이 의계를 따라 해임하였다. 9월 28일 다시 도성으로 올라와 호군에 임명되었다.

### 지방관 생활
1679년(숙종 5년) 10월 13일 장연현감(長連縣監)에 임명, 10월 23일 사은숙배 후 부임하였다. 1680년 7월 11일 친공신의 중자(親功臣衆子, 장남 외의 자식) 자격으로 공신회맹제에 참석 대상자에 선정되었다. 1680년(숙종 6년) 호적점련(粘連)에 대한 일처리 잘못으로 황해도관찰사가 형조에 보고하여, 의금부로 보내 체포시켰다. 그해 9월 6일 파직되고, 의금부로부터 장단군으로 도형 1년 반(徒刑一年半) 정배(定配)형을 받았다.
1681년(숙종 7년) 4월 10일 왕명으로 목존선(睦存善), 안홍돈(安弘敦), 성윤동(成胤童), 정재중(丁載重), 이홍적(李弘勣), 이운림(李雲林), 김효청(金孝淸), 권흠(權歆) 등 8인과 함께 특별히 방송(放送)처분되어 풀려났다. 6월 2일 부호군에 제수되고,  그해 음력 윤 6월 8일 상원군수(祥原郡守)에 임명되어 6월 28일 하직인사를 올리고 부임하였다. 상원군수로 재직할 때는 그릇된 폐정을 개혁하고 백성들의 생활을 안정케 했다. 백성들과 더불어 이 고을에 있는 동락대(同樂臺)에 올라 백성들을 어루만지며 시 한 구를 읊었는데, "태수가 백성과 더불어 굶주리고 배부름을 함께 하지 않으면, 대의 이름 동락은 누구를 위함인가(太守與民飢飽異, 臺名同樂爲誰人)."라고 하였다. 지방관 임기만료로 전직하게 되자, 상원군의 백성들이 그의 유임을 청하는 소(疏)를 올렸다. 그 소 중에도 이 글귀가 실렸다. 1684년(숙종 10년) 보성군수(寶城郡守)로 전보되었다.
1684년(숙종 10년) 보성군수로 부임했을 때, 지역 토호들의 세력이 강고했으나, 그의 부임 후 공평하고 엄정한 치정(治政)으로 불과 1년여 만에 극성을 부리던 토호들을 억제하였다. 이후 통정대부로 가자되어 1686년(숙종 12년) 1월 10일 부호군이 되었다가 1689년(숙종 15년) 7월 29일 운산군수(雲山郡守)에 발령되고, 1691년(숙종 17) 윤 7월 26일 횡성현감(橫城縣監)으로 발령되어 도임하였다.
1698년(숙종 24년) 8월 3일 홍원현감(洪原縣監)이 되고, 1702년(숙종 28년) 1월 16일 부호군을 거쳐, 1703년(숙종 29년) 11월 1일 은산현감(殷山縣監)에 임명, 11월 26일 하직인사하고 부임하였다. 1706년(숙종 32년) 1월 11일 부호군에 임명되어 돌아왔다가 그해 4월 18일 비변사에서 작년도 각 도의 환상봉(還上捧)을 징수하지 못한 것에 대한 장계를 올려, 환상곡 징수 실적이 낮은 황해도 지방관의 하나로 지목되어 추고받았다. 1708년(숙종 34년) 9월 12일 보성군수(寶城郡守)에 임명되어 10월 19일 하직인사 후 도임하였다.

### 생애 후반
1709년(숙종 35) 7월 26일 정평부사(定平府使)에 임명되었다. 그해 8월 5일 승정원에서 계를 올려 그가 본래 인품도 천박한데다가 재주도 갖추지도 못하여 부족하며, 연로하고 쇄패하여 팩성을 다루는 소임에 부적합하다. 전에 남녘 군에 제수되었을 때 분수에 지나침이 극심하고 넘쳤지만 그럭저럭 임기를 채운 것은 너무나도 잘안다. 그런데 승진시켜 부사로 삼아 제목의 아래에 두게 하였으니 물정(物情)이 이렇다면 크게 해로운 인물(本以賤品, 素乏才具, 年老衰敗, 不合臨民之任。前歲南郡之除, 已極過濫, 而曾未逾年, 遽陞府使, 除目之下, 物情大以爲駭)이라며 체차를 청하자 숙종이 윤허하였다. 8월 6일 사간원정언 서명연(徐命淵)이 승정원일기를 검토하던 중 8월 5일의 승정원일기에 이만림의 이름을 잘못써서 만림(萬林)의 이름 임(林)자를 잘못 써서 림(霖)으로 쓴 것을 발견, 스스로 죄를 청하였으나 숙종이 덮어두라 하였다.
1709년(숙종 35년) 8월 7일 승정원에서 계를 올려 근본이 미말(微末)한 사람으로 연로하고 쇄폐한데다가 남쪽의 지방관으로 있을 때 분수에 지나치는 행동이 심했지만 구차스럽게도 임기를 채웠다. 그런데도 승진시켜 부사를 삼았으니, 제목에 둘 사람이 아니니 물정이 놀란다며 체직을 청하자 숙종이 의계대로 하라 하였다. 8월 8일 부호군에 임명되었다. 1710년(숙종 36년) 3월 19일 동지중추부사(同知中樞府事)에 제수되고, 1712년(숙종 38년) 호위별장(扈衛別將)이 되었다.
1712년(숙종 38년) 9월 15일 경연 주강 시 동지경연사 조태구(趙泰耉)가 정사공신 완계군 이기축의 아들로 일찍이 무과로 발신한데다 경외의 수령으로 선치를 베풀어 상원,은산,보성의 백성들은 지금까지도 칭송이 끊이지 않는다며 이미 수령을 할 연한은 지났으나특별히 지방관직을 허용해줄 것(靖社功臣完溪君李起築之子萬林, 曾以武科發身, 累經守令, 到處善治, 祥原·殷山·寶城之民, 尙今稱頌不衰, 今方見帶扈衛別將, 而年限已過, 不得許拜守令, 可惜矣)을 청하였다. 조태구는 또 그가 친공신의 자제로서 비록 나이는 많으나 근력은 쇠하지 않았다며 지방관에 녹용해줄 것을 청하였다. 그러나 특진관 박권(朴權)이 차자를 올려, 정사공신의 친자 중 살아있는 자가 어디 이만림 뿐이냐며, 전 남원부사 유명웅(柳命雄)은 정사공신 진천군 유경(晉川君柳䪷)의 아들이라며, 수령으로 있을 때 가장 뛰어난 치적을 쌓았지만 이미 나이가 지나 부득이 수령으로 임명하지 못하고, 역시 녹봉을 받게 한다. 장자(允)만이 공신을 추도하는데 합당하다(靖社功臣親子之見在者, 不獨李萬林而已。前南原府使柳命雄, 卽靖社功臣晉川君柳䪷之子也。曾經守令時, 最著治績, 而年限已過云, 雖不得除拜守令, 亦令付祿收用, 則允合於追念功臣之道)는 이유로 반박 상소를 올렸다. 상원군, 보성군, 선천군에 그의 선정비7가 세워졌다. 1712년(숙종 38) 9월 27일에 사망했다.

### 사후
조정의 부조와 예장 여부는 조선왕조실록, 승정원일기, 일성록에 모두 나타나지 않아 알 수 없다. 묘소는 경기도 양주군 내동면 고산리 송산(현, 경기도 의정부시 고산동 산 52-1 송산) 선영 해좌(亥坐)에 있다. 묘갈명은 승정원우승지 춘추관수찬관 조언신(趙彦信)이 지었다.
그의 아들 중 이동윤은 정조때의 시인 문무자 이옥의 조부가 된다. 이동윤의 아들 중 이상오는 홍이원의 딸과 결혼했다가, 본처와 사별 후 전처 장인의 사촌인 홍이석의 딸과 재혼하여 경기도 양주군 송산에서 남양군 마도면(현, 화성시 마도면)으로 이주했으며, 이상오의 아들 시인 문무자 이옥은 경기도 화성군 남양 출신이 되었다.

## 가족 관계
그의 며느리 중 한명은 남인 문신이자 시인 고산 윤선도의 손녀딸이었다.
- 할아버지 : 이경유(李慶裕, 1560년 8월 26일 - 1620년 11월 17일)
- 할머니 : 연일정씨(延日鄭氏) 정희석(延錫禧)의 딸, 자녀 없음, 할아버지 이경유의 첫째 정실
- 할머니 : 죽산박씨(竹山朴氏) 병절교위(秉節校尉) 박문좌(朴文佐)의 딸, 할아버지 이경유의 둘째 정실
  - 이복 큰아버지 : 이정(李日+丁, 요절)
- 할머니(생조모) : 장흥고씨(長興高氏), 옥구현감 고언명(高彦命)의 서녀(? - 1644년 2월 10일)
  - 숙부 : 이기집(李起集, 일찍 사망한 것으로 추정)
  - 숙부 : 이상(李㫾, 1604년 - ?)
- 아버지 : 이기축(李起築, 1589년 10월 7일 ~ 1645년 6월 6일)
- 어머니 : 단양우씨(丹陽禹氏, 1605년 - 1698년 11월 16일), 절충장군 증 판결사 우종남(禹終男)의 딸, 강원도 춘천 출신
  - 형 : 이만실(李萬實, ? ~ 1689년 1월 29일[2]), 가선대부 완림군(完林君)
  - 형 : 이만식(李萬植, 1624년 ~ 1679년 8월 27일)
  - 형 : 이만수(李萬樹, 1627년 ~ 1728년), 무과에 급제
  - 누이 : 전주이씨
  - 매제 : 장상주(張相周), 참봉 역임
- 서모 : 이름 미상, 아버지 이기축의 첩
  - 이복 서형 : 이만영(李萬英)
  - 이복 서형 : 이만정(李萬挺)
- 서모 : 동정월 정씨(洞庭月 鄭氏), 아버지 이기축의 첩, 평양 기생 또는 공주군 향리(鄕吏)의 딸, 충남 공주 출신
- 서모 : 이름 미상, 노비 출신
  - 얼여동생 : 전주이씨
  - 얼매제 : 무생(戊生)

- 부인 : 전의이씨(全義李氏, 1633년 ~ 1691년 6월 16일), 판관 이응백(李應白)의 딸
  - 아들 : 이동윤(李東潤, 1671년 ~ 1751년 6월 16일), 문무자 이옥의 조부
  - 며느리 : 동래정씨(1669년 ~ 1743년 8월 17일), 정응상(鄭應祥)의 딸
  - 며느리 : 창원황씨(1699년 7월 28일 ~ 1771년 7월 1일), 황개(黃金+皆)의 딸
  - 아들 : 이동한(李東漢)
  - 아들 : 이동숙(李東淑, 1683년 ~ ?년 5월 1일)
  - 며느리 : 해남윤씨(海南尹氏, ? ~ ?년 7월 15일), 윤직미(尹直美)의 딸, 윤선도(尹善道)의 손녀
  - 아들 : 이동철(李東澈)
  - 아들 : 이동옥(李東沃)
  - 딸 : 전주이씨(全州李氏)
  - 사위 : 신규(申珪, 평산인)
    - 외손자 : 신겸하(申謙夏)

  - 딸 : 전주이씨(全州李氏)
  - 사위 : 류중겸(柳重謙, 문화인, 현감), 지중추부사 류상(柳瑺)의 아들
    - 외손자 : 류연(柳演)

## 같이 보기
- 이기축
- 이서
- 정사공신
- 인조반정
- 이경록
- 이옥
- 홍이석

## 참고 문헌
- 승정원일기